# Campeonato Brasileiro de Futebol de 1996
O Campeonato Brasileiro de Futebol de 1996 foi a 41.ª edição do Campeonato Brasileiro e foi vencido pelo Grêmio, que conquistou assim o seu segundo título brasileiro.
Os dois últimos colocados no campeonato, Fluminense e Bragantino, seriam rebaixados para a Série B de 1997 e substituídos pelo campeão e vice da Série B do mesmo ano, União São João e América-RN, respectivamente. No entanto, apenas três anos após a histórica "virada de mesa" de 1993, a CBF voltou a intervir por conta de escândalo e isso acabou salvando outro grande clube brasileiro, no caso o Fluminense. Na época, o motivo alegado foi o Caso Ivens Mendes, que levantou a possibilidade de os resultados de alguns jogos da Copa do Brasil daquele ano terem sido manipulados. Gravações telefônicas provaram que Alberto Dualib e Mario Celso Petraglia, presidentes de Corinthians e Atlético Paranaense respectivamente, trataram de valores e resultados de partidas com Ivens. Não houve rebaixamento em 1996 e o Campeonato Brasileiro de 1997 foi disputado por 26 clubes. 12 anos mais tarde, esta "virada de mesa" foi contestada pelo Tribunal de Justiça do Rio de Janeiro, mas o único condenado definitivamente foi o Atlético Paranaense (com a perda de 5 pontos no Brasileirão de 1997), um dos dois clubes acusados de corrupção, já que o Corinthians não teve nenhum tipo de punição no campo desportivo.

## Participantes
| Equipe              | Cidade            | Estado | Em 1995      | Estádio (mando)  | Título(s)                                              |
| ------------------- | ----------------- | ------ | ------------ | ---------------- | ------------------------------------------------------ |
| Atlético Mineiro    | Belo Horizonte    | MG     | 7º           | Mineirão         | 2 (1937, 1971)                                         |
| Atlético Paranaense | Curitiba          | PR     | 1º (Série B) | Arena da Baixada | 0 (não possui)                                         |
| Bahia               | Salvador          | BA     | 17º          | Fonte Nova       | 2 (1959, 1988)                                         |
| Botafogo            | Rio de Janeiro    | RJ     | 1º           | Maracanã         | 2 (1968, 1995)                                         |
| Bragantino          | Bragança Paulista | SP     | 6º           | Marcelo Stéfani  | 0 (não possui)                                         |
| Corinthians         | São Paulo         | SP     | 14º          | Pacaembu         | 1 (1990)                                               |
| Coritiba            | Curitiba          | PR     | 2º (Série B) | Couto Pereira    | 1 (1985)                                               |
| Criciúma            | Criciúma          | SC     | 16º          | Heriberto Hülse  | 0 não possui)                                          |
| Cruzeiro            | Belo Horizonte    | MG     | 3º           | Mineirão         | 1 (1966)                                               |
| Flamengo            | Rio de Janeiro    | RJ     | 21º          | Maracanã         | 4 (1980, 1982, 1983, 1992)                             |
| Fluminense          | Rio de Janeiro    | RJ     | 4º           | Maracanã         | 2 (1970, 1984)                                         |
| Goiás               | Goiânia           | GO     | 8º           | Serra Dourada    | 0 (não possui)                                         |
| Grêmio              | Porto Alegre      | RS     | 15º          | Olímpico         | 1 (1981)                                               |
| Guarani             | Campinas          | SP     | 18º          | Brinco de Ouro   | 1 (1978)                                               |
| Internacional       | Porto Alegre      | RS     | 9º           | Beira-Rio        | 3 (1975, 1976, 1979)                                   |
| Juventude           | Caxias do Sul     | RS     | 11º          | Alfredo Jaconi   | 0 (não possui)                                         |
| Palmeiras           | São Paulo         | SP     | 5º           | Parque Antártica | 8 (1960, 1967, 1967 RGP, 1969, 1972, 1973, 1993, 1994) |
| Paraná              | Curitiba          | PR     | 13º          | Durival Britto   | 0 (não possui)                                         |
| Portuguesa          | São Paulo         | SP     | 10º          | Canindé          | 0 (não possui)                                         |
| Santos              | Santos            | SP     | 2º           | Vila Belmiro     | 6 (1961, 1962, 1963, 1964, 1965, 1968 RGP)             |
| São Paulo           | São Paulo         | SP     | 12º          | Morumbi          | 3 (1977, 1986, 1991)                                   |
| Sport               | Recife            | PE     | 19º          | Ilha do Retiro   | 1 (1987)                                               |
| Vasco da Gama       | Rio de Janeiro    | RJ     | 20º          | São Januário     | 2 (1974, 1989)                                         |
| Vitória             | Salvador          | BA     | 22º          | Barradão         | 0 (não possui)                                         |

## Fórmula de disputa
Primeira Fase: Os 24 clubes jogam todos contra todos, em turno único. Classificam-se para a fase final os 8 primeiros colocados.
Fase final (com Quartas de final, semifinais e final): Sistema eliminatório, com jogos de ida e volta, prevalecendo a melhor campanha em caso de duplo empate.

## Primeira fase
| Pos. | Equipes             | P  | J  | V  | E  | D  | GP | GC | SG  | %  | Classificação ou rebaixamento     |
| ---- | ------------------- | -- | -- | -- | -- | -- | -- | -- | --- | -- | --------------------------------- |
| 1    | Cruzeiro            | 44 | 23 | 13 | 5  | 5  | 31 | 17 | +14 | 63 | Classificados às quartas de final |
| 2    | Guarani             | 43 | 23 | 13 | 4  | 6  | 23 | 14 | +9  | 62 | Classificados às quartas de final |
| 3    | Palmeiras           | 43 | 23 | 12 | 7  | 4  | 42 | 20 | +22 | 62 | Classificados às quartas de final |
| 4    | Atlético Paranaense | 39 | 23 | 12 | 3  | 8  | 41 | 28 | +13 | 56 | Classificados às quartas de final |
| 5    | Atlético Mineiro    | 39 | 23 | 12 | 3  | 8  | 39 | 32 | +7  | 56 | Classificados às quartas de final |
| 6    | Grêmio              | 38 | 23 | 11 | 5  | 7  | 42 | 27 | +15 | 55 | Classificados às quartas de final |
| 7    | Goiás               | 37 | 23 | 11 | 4  | 8  | 37 | 27 | +10 | 53 | Classificados às quartas de final |
| 8    | Portuguesa          | 36 | 23 | 11 | 3  | 9  | 32 | 29 | +3  | 52 | Classificados às quartas de final |
| 9    | Internacional       | 35 | 23 | 10 | 5  | 8  | 31 | 27 | +4  | 50 |                                   |
| 10   | Sport               | 35 | 23 | 10 | 5  | 8  | 32 | 31 | +1  | 50 |                                   |
| 11   | São Paulo           | 35 | 23 | 9  | 8  | 6  | 39 | 32 | +7  | 50 |                                   |
| 12   | Corinthians         | 32 | 23 | 7  | 11 | 5  | 20 | 19 | +1  | 46 |                                   |
| 13   | Flamengo            | 30 | 23 | 9  | 3  | 11 | 24 | 31 | –7  | 43 |                                   |
| 14   | Coritiba            | 29 | 23 | 8  | 5  | 10 | 25 | 30 | –5  | 42 |                                   |
| 15   | Vitória             | 29 | 23 | 8  | 5  | 10 | 32 | 39 | –7  | 42 |                                   |
| 16   | Paraná              | 28 | 23 | 8  | 4  | 11 | 26 | 30 | –4  | 40 |                                   |
| 17   | Botafogo            | 28 | 23 | 7  | 7  | 9  | 33 | 35 | –2  | 40 |                                   |
| 18   | Vasco da Gama       | 27 | 23 | 8  | 3  | 12 | 37 | 43 | –6  | 39 |                                   |
| 19   | Juventude           | 27 | 23 | 8  | 3  | 12 | 31 | 37 | –6  | 39 |                                   |
| 20   | Santos              | 27 | 23 | 7  | 6  | 10 | 26 | 31 | –5  | 39 |                                   |
| 21   | Criciúma            | 23 | 23 | 6  | 5  | 12 | 31 | 39 | –8  | 33 |                                   |
| 22   | Bahia               | 23 | 23 | 5  | 8  | 10 | 25 | 35 | –10 | 33 |                                   |
| 23   | Fluminense          | 22 | 23 | 6  | 4  | 13 | 26 | 50 | –24 | 31 |                                   |
| 24   | Bragantino          | 19 | 23 | 5  | 4  | 14 | 26 | 48 | –22 | 27 |                                   |

## Desempenho por rodada
Clubes que lideraram o campeonato ao final de cada rodada:
| 1   | 2   | 3   | 4   | 5   | 6   | 7   | 8   | 9   | 10  | 11  | 12  | 13  | 14  | 15  | 16  | 17  | 18  | 19  | 20  | 21  | 22  | 23  |
| INT | SPA | SPA | SPA | SPA | SPA | SPA | SPA | PAL | PAL | GUA | PAL | CRU | PAL | CRU | CRU | PAL | PAL | GRE | ATP | CRU | CRU | CRU |

Clubes que ficaram na última posição do campeonato ao final de cada rodada:
| 1   | 2   | 3   | 4   | 5   | 6   | 7   | 8   | 9   | 10  | 11  | 12  | 13  | 14  | 15  | 16  | 17  | 18  | 19  | 20  | 21  | 22  | 23  |
| VAS | VAS | BAH | BRA | BRA | BRA | BRA | BRA | BRA | BRA | BRA | BRA | CRI | CRI | CRI | CRI | CRI | CRI | BAH | FLU | FLU | BRA | BRA |

## Fase final
|  | Quartas de final | Quartas de final | Quartas de final | Quartas de final |                     |            | Semifinais | Semifinais | Semifinais |  |            | Final | Final | Final |
|  |                  |                  |                  |                  |                     |            |            |            |            |  |            |       |       |       |
|  | 1                | Cruzeiro         | 0                | 1                |                     |            |            |            |            |  |            |       |       |       |
|  | 8                | Portuguesa       | 3                | 0                |                     |            |            |            |            |  |            |       |       |       |
|  | 8                | Portuguesa       | 3                | 0                |                     | Portuguesa | 1          | 2          |            |  |            |       |       |       |
|  |                  |                  |                  |                  |                     | Portuguesa | 1          | 2          |            |  |            |       |       |       |
|  |                  | Atlético Mineiro | 0                | 2                |                     |            |            |            |            |  |            |       |       |       |
|  | 4                | Atlético Mineiro | 0                | 2                | Atlético Paranaense | 1          | 1          |            |            |  |            |       |       |       |
|  | 4                |                  |                  |                  | Atlético Paranaense | 1          | 1          |            |            |  |            |       |       |       |
|  | 5                | Atlético Mineiro | 3                | 0                |                     |            |            |            |            |  |            |       |       |       |
|  | 5                | Atlético Mineiro | 3                | 0                |                     |            |            |            |            |  | Portuguesa | 2     | 0     |       |
|  |                  |                  |                  |                  |                     |            |            |            |            |  | Portuguesa | 2     | 0     |       |
|  |                  | Grêmio           | 0                | 2                |                     |            |            |            |            |  |            |       |       |       |
|  | 3                | Grêmio           | 0                | 2                | Palmeiras           | 1          | 1          |            |            |  |            |       |       |       |
|  | 3                |                  |                  |                  | Palmeiras           | 1          | 1          |            |            |  |            |       |       |       |
|  | 6                | Grêmio           | 3                | 0                |                     |            |            |            |            |  |            |       |       |       |
|  | 6                | Grêmio           | 3                | 0                |                     | Grêmio     | 3          | 2          |            |  |            |       |       |       |
|  |                  |                  |                  |                  |                     | Grêmio     | 3          | 2          |            |  |            |       |       |       |
|  |                  | Goiás            | 1                | 2                |                     |            |            |            |            |  |            |       |       |       |
|  | 2                | Goiás            | 1                | 2                | Guarani             | 1          | 1          |            |            |  |            |       |       |       |
|  | 2                |                  |                  |                  | Guarani             | 1          | 1          |            |            |  |            |       |       |       |
|  | 7                | Goiás            | 3                | 0                |                     |            |            |            |            |  |            |       |       |       |
|  | 7                | Goiás            | 3                | 0                |                     |            |            |            |            |  |            |       |       |       |

## Final
| 11 de dezembro de 1996 | Portuguesa                    | 2 – 0 | Grêmio            | Estádio do Morumbi, São Paulo                                                                      |
| 21:40 (UTC-3)          | Gallo 38' · Rodrigo Fabri 60' |       | Marco Antônio 36' | Público: 29,355 Árbitro: Sidrack Marinho dos Santos Gilvan Pereira da Silva Carlos Montinho Santos |

Portuguesa: Clemer; Valmir, Émerson, Marcelo Miguel e Roque; Capitão, Gallo, Zé Roberto e Caio; Rodrigo Fabri (Tico) e Alex Alves (Flávio). Técnico: Candinho.
Grêmio: Danrlei; Marco Antônio, Adílson, Rivarola e Roger; Dinho (Mauro Galvão), Goiano, Émerson (João Antônio) e Carlos Miguel (Aílton); Paulo Nunes e Zé Alcino. Técnico: Luiz Felipe Scolari.
| 15 de dezembro de 1996 | Grêmio                      | 2 – 0 | Portuguesa | Estádio Olímpico, Porto Alegre                                                                    |
|                        | Paulo Nunes 3' · Aílton 84' |       |            | Público: 42,587 Árbitro: Márcio Rezende de Freitas Gilvan Pereira da Silva Leandro de Souza Filha |

Grêmio: Danrlei; Arce, Rivarola (Luciano), Mauro Galvão e Roger; Dinho (Aílton), Goiano, Émerson (Zé Afonso) e Carlos Miguel ; Paulo Nunes e Zé Alcino. Técnico: Luiz Felipe Scolari.
Portuguesa: Clemer; Valmir, Émerson, César e Carlos Roberto (Flávio); Capitão, Gallo, Caio e Zé Roberto; Alex Alves e Rodrigo Fabri (Tico). Técnico: Candinho.

## Premiação
| Campeonato Brasileiro de Futebol de 1996             |
| Rio Grande do Sul                                    |
| ---------------------------------------------------- |
| Grêmio Foot-Ball Porto Alegrense Campeão (2° título) |

## Classificação geral
| Pos. | Equipes             | P  | J  | V  | E  | D  | GP | GC | SG  | %  | Classificação ou rebaixamento                |
| ---- | ------------------- | -- | -- | -- | -- | -- | -- | -- | --- | -- | -------------------------------------------- |
| 1    | Grêmio              | 48 | 29 | 14 | 6  | 9  | 52 | 34 | +18 | 55 | Fase de grupos da Copa Libertadores de 1997  |
| 2    | Portuguesa          | 46 | 29 | 14 | 4  | 11 | 40 | 34 | +6  | 52 | Copa Conmebol de 1997                        |
| 3    | Atlético Mineiro    | 43 | 27 | 13 | 4  | 10 | 44 | 37 | +7  | 53 | Copa Conmebol de 1997                        |
| 4    | Goiás               | 41 | 27 | 12 | 5  | 10 | 43 | 34 | +9  | 50 |                                              |
| 5    | Cruzeiro            | 47 | 25 | 14 | 5  | 6  | 32 | 20 | +12 | 62 | Fase de grupos da Copa Libertadores de 19971 |
| 6    | Guarani             | 46 | 25 | 14 | 4  | 7  | 25 | 17 | +8  | 61 |                                              |
| 7    | Palmeiras           | 46 | 25 | 13 | 7  | 5  | 44 | 23 | +21 | 61 |                                              |
| 8    | Atlético Paranaense | 42 | 25 | 13 | 3  | 9  | 43 | 31 | +12 | 56 |                                              |
| 9    | Internacional       | 35 | 23 | 10 | 5  | 8  | 31 | 27 | +4  | 50 |                                              |
| 10   | Sport               | 35 | 23 | 10 | 5  | 8  | 32 | 31 | +1  | 50 |                                              |
| 11   | São Paulo           | 35 | 23 | 9  | 8  | 6  | 39 | 32 | +7  | 50 |                                              |
| 12   | Corinthians         | 32 | 23 | 7  | 11 | 5  | 20 | 19 | +1  | 46 |                                              |
| 13   | Flamengo            | 30 | 23 | 9  | 3  | 11 | 24 | 31 | –7  | 43 |                                              |
| 14   | Coritiba            | 29 | 23 | 8  | 5  | 10 | 25 | 30 | –5  | 42 |                                              |
| 15   | Vitória             | 29 | 23 | 8  | 5  | 10 | 32 | 39 | –7  | 42 |                                              |
| 16   | Paraná              | 28 | 23 | 8  | 4  | 11 | 26 | 30 | –4  | 40 |                                              |
| 17   | Botafogo            | 28 | 23 | 7  | 7  | 9  | 33 | 35 | –2  | 40 |                                              |
| 18   | Vasco da Gama       | 27 | 23 | 8  | 3  | 12 | 37 | 43 | –6  | 39 |                                              |
| 19   | Juventude           | 27 | 23 | 8  | 3  | 12 | 31 | 37 | –6  | 39 |                                              |
| 20   | Santos              | 27 | 23 | 7  | 6  | 10 | 26 | 31 | –5  | 39 |                                              |
| 21   | Criciúma            | 23 | 23 | 6  | 5  | 12 | 31 | 39 | –8  | 33 |                                              |
| 22   | Bahia               | 23 | 23 | 5  | 8  | 10 | 25 | 35 | –10 | 33 |                                              |
| 23   | Fluminense          | 22 | 23 | 6  | 4  | 13 | 26 | 50 | –24 | 31 |                                              |
| 24   | Bragantino          | 19 | 23 | 5  | 4  | 14 | 26 | 48 | –22 | 27 |                                              |

1Cruzeiro classificou-se para a Copa Libertadores da América de 1997 por ter sido campeão da Copa do Brasil de 1996.

## A virada de mesa
Fluminense e Bragantino terminaram o campeonato de 1996 em penúltimo e último colocados, mas não foram para a Série B no ano seguinte. A CBF decidiu cancelar o rebaixamento em função de um suposto esquema de suborno na arbitragem da competição envolvendo o então presidente da Comissão Nacional de Arbitragem de Futebol (Conaf) Ivens Mendes.

## O elenco campeão
Dirigido por Luiz Felipe Scolari, o time base do Grêmio no campeonato foi:
Danrlei; Arce, Rivarola, Adílson e Roger; Dinho, Luís Carlos Goiano, Carlos Miguel e Emerson; Paulo Nunes e Zé Alcino.
Além desses jogadores, tiveram importantes participações o zagueiro Mauro Galvão (que jogou a final, inclusive) e o meia-atacante Ailton, autor do gol do título, aos 39 minutos do segundo tempo.
Goleiros: Danrlei, Murilo e Sílvio. 
Laterais Direitos: Arce e Marco Antônio. 
Zagueiros: Adílson Batista, Rivarola, Mauro Galvão, Luciano, Wagner Fernandes e Scheidt.
Laterais Esquerdos: Roger e André Silva. 
Volantes: Dinho, Luís Carlos Goiano, João Antônio, Rogério Belém, André Vieira e Carlos Alberto. 
Meio-campistas: Carlos Miguel, Emerson, Ailton e Negretti.
Atacantes: Paulo Nunes, Zé Alcino, Zé Afonso, Rodrigo Gral, Saulo e Márcio.  

## Serie B 1996
O Campeonato Brasileiro da Série B de 1996 é a segunda divisão do futebol brasileiro de 1996, que foi disputado por 25 equipes. Iniciou-se no dia 8 de Agosto de 1996 e o seu término foi no dia 8 de Dezembro de 1996.
O campeão União São João e o
vice-campeão América de Natal garantiram vaga na serie A do ano seguinte.
| Pos. | Equipes                | P  | J  | V | E | D | GP | GC | SG  |
| --- | ---------------------- | -- | -- | - | - | - | -- | -- | --- |
| 1 | União São João         | 31 | 18 | 9 | 4 | 5 | 28 | 21 | +7  |
| 2 | América de Natal       | 30 | 18 | 9 | 3 | 6 | 24 | 23 | +1  |
| 3 | Náutico                | 26 | 18 | 7 | 5 | 6 | 27 | 22 | +5  |
| 4 | Londrina               | 23 | 18 | 6 | 5 | 7 | 20 | 28 | -8  |
| 5 | América Mineiro        | 26 | 12 | 8 | 2 | 2 | 18 | 13 | +5  |
| 6 | Mogi Mirim             | 24 | 12 | 7 | 3 | 2 | 23 | 8  | +15 |
| 7 | Remo                   | 22 | 12 | 6 | 4 | 2 | 18 | 12 | +6  |
| 8 | Moto Club              | 15 | 12 | 3 | 6 | 3 | 12 | 13 | -1  |
| 9 | Santa Cruz             | 18 | 10 | 5 | 3 | 2 | 17 | 11 | +6  |
| 10 | XV de Piracicaba       | 15 | 10 | 4 | 3 | 3 | 14 | 10 | +4  |
| 11 | Desportiva Ferroviária | 15 | 10 | 4 | 3 | 3 | 14 | 12 | +2  |
| 12 | Atlético Goianiense    | 14 | 10 | 4 | 2 | 4 | 13 | 14 | -1  |
| 13 | Americano              | 12 | 10 | 3 | 3 | 4 | 13 | 12 | +1  |
| 14 | Volta Redonda          | 12 | 10 | 3 | 3 | 4 | 12 | 12 | 0   |
| 15 | Joinville              | 11 | 10 | 3 | 2 | 5 | 15 | 14 | +1  |
| 16 | Tuna Luso              | 11 | 10 | 2 | 5 | 3 | 8  | 11 | -3  |
| 17 | Gama                   | 9  | 8  | 2 | 3 | 3 | 8  | 9  | -1  |
| 18 | Ponte Preta            | 9  | 8  | 2 | 3 | 3 | 13 | 17 | -4  |
| 19 | Ceará                  | 9  | 8  | 2 | 3 | 3 | 6  | 10 | -4  |
| 20 | CRB                    | 8  | 8  | 2 | 2 | 4 | 10 | 10 | 0   |
| 21 | Paysandu               | 8  | 8  | 2 | 2 | 4 | 10 | 12 | -2  |
| 22 | ABC                    | 7  | 8  | 2 | 1 | 5 | 6  | 13 | -7  |
| 23 | Goiatuba               | 6  | 8  | 1 | 3 | 4 | 6  | 10 | -4  |
| 24 | Sergipe                | 5  | 8  | 1 | 2 | 5 | 6  | 17 | -11 |
| 25 | Central                | 4  | 8  | 1 | 1 | 6 | 9  | 16 | -7  |
| P – Pontos ganhos; J – Jogos disputados; V - Vitórias; E - Empates; D - Derrotas; GP – Gols pró; GC – Gols contra; SG – Saldo de gols |                        |    |    |   |   |   |    |    |     |

Classificação
|  |                                                     |
|  | Campeão e Vice-campeão promovidos a Série A de 1997 |
|  | Foram rebaixados para a Série C de 1997             |

## Ligação externa
- Site IMORTAIS DO FUTEBOL - Esquadrão Imortal - Grêmio 1994-1997, página editada em 24 de maio de 2012 e disponível em 23 de julho de 2017.